# 짐 행크스
짐 행크스(Jim Hanks, 1961년 6월 15일 ~ )는 미국의 영화 감독, 영화 제작자, 촬영 감독, 촬영 기사, 성우, 희극인이다.

## 영화
- 오드 브로드스키 (2013년) - 가드 역
- 세이모어 샐리 루퍼스 (2011년) - 의사 역
- 구피풋 (2010년)
- 폭력 행위 (2008년)
- 데드 라이드 (2008)
- 샤크 스웜 (2008년)
- 퍼거토리 하우스 (2004년)
- 스윙 (2004년)
- 우주 전사 버즈 (2000년)
- 인페르노 (1999년)
- 위트와 슬라이 (1999년)
- 붉은 추장의 몸값 (1998년)
- 엑스트로 3 (1995년)
- 비치 바니즈 (1993년) - 지터 버포드 역